# Карл Омальский
Карл де Гиз (Шарль д’Омаль) (фр. Charles Ier d'Aumale; 25 января 1555, неизвестно — 13 февраля 1630[…], Брюссель) — 3-й герцог Омальский в 1573—1595 годах, пэр Франции (1573) из рода Гизов. Второй сын Клода Омальского (1526—1573), 2-го герцога Омальского, и Луизы де Брезе (1518—1577).

## Биография
В марте 1573 года после смерти своего отца, Клода Лотарингского, герцога Омальского, 18-летний Карл Лотарингский стал третьим герцогом д’Омалем и пэром Франции.
Великий егермейстер Франции (с 1573 года) и губернатор Пикардии, один из руководителей Католической лиги во Франции, созданной герцогами Гизами для борьбы с гугенотами.
В 1587 году герцог присоединил свою провинцию к Католической лиге. На стороне Генриха де Гиза сражался против короля Генриха III Валуа. В 1589 году после смерти Генриха III Карл Омальский участвовал в борьбе Католической лиги против его преемника, Генриха де Бурбона. После ряда поражений от королевских войск герцог отступил в Пикардию, где продолжал оказывать сопротивление.
В июле 1595 года Парижский парламент объявил о конфискации герцогства Омальского в пользу французской короны. Карл бежал в Испанские Нидерланды (Бельгию), где умер в изгнании в 1631 году.

## Семья и дети
10 ноября 1576 года Карл Омальский женился в Жуанвиле на Марии Лотарингской (1555—1605), дочери Рене II Гиза-Лотарингского (1536—1566), маркиза д’Эльбефа и графа д’Аркура, от брака с Луизой де Ре (1531—1570).
Дети:
- Шарль (родился в 1580 и умер в детстве)
- Генрих (умер в детстве)
- Маргарита (умерла в детстве)
- Анна (1600—1638), герцогиня Омальская (1618—1638), жена с 18 апреля 1618 года Генриха Савойского (1572—1632), 4-го герцога Немурского.
- Мария, жена с 1615 года известного испанского военачальника, маркиза Амброзио Спинолы (1569—1630).